# Experiencia religiosa
Experiencia religiosa è un brano musicale del cantante spagnolo pubblicato come secondo singolo dall'album Enrique Iglesias del 1996.

## Tracce
CD Single MCA 8032072570
1. Experiencia religiosa (versione spagnola) - 4:01
2. Experiencia religiosa (versione italiana) - 4:01

CD Maxi POLYGRAM 280207618490
1. Experiencia religiosa (Dance Version) - 4:59
2. Experiencia religiosa (Portuguese Version) - 4:55
3. Experiencia religiosa - 4:55

## Classifiche
| Classifica (1996)                             | Posizione più alta |
| --------------------------------------------- | ------------------ |
| U.S. Billboard Hot Latin Tracks               | 1                  |
| U.S. Billboard Latin Pop Airplay              | 2                  |
| U.S. Billboard Latin Regional Mexican Airplay | 2                  |
| U.S. Billboard Latin Tropical/Salsa Airplay   | 15                 |